# Torres El Faro

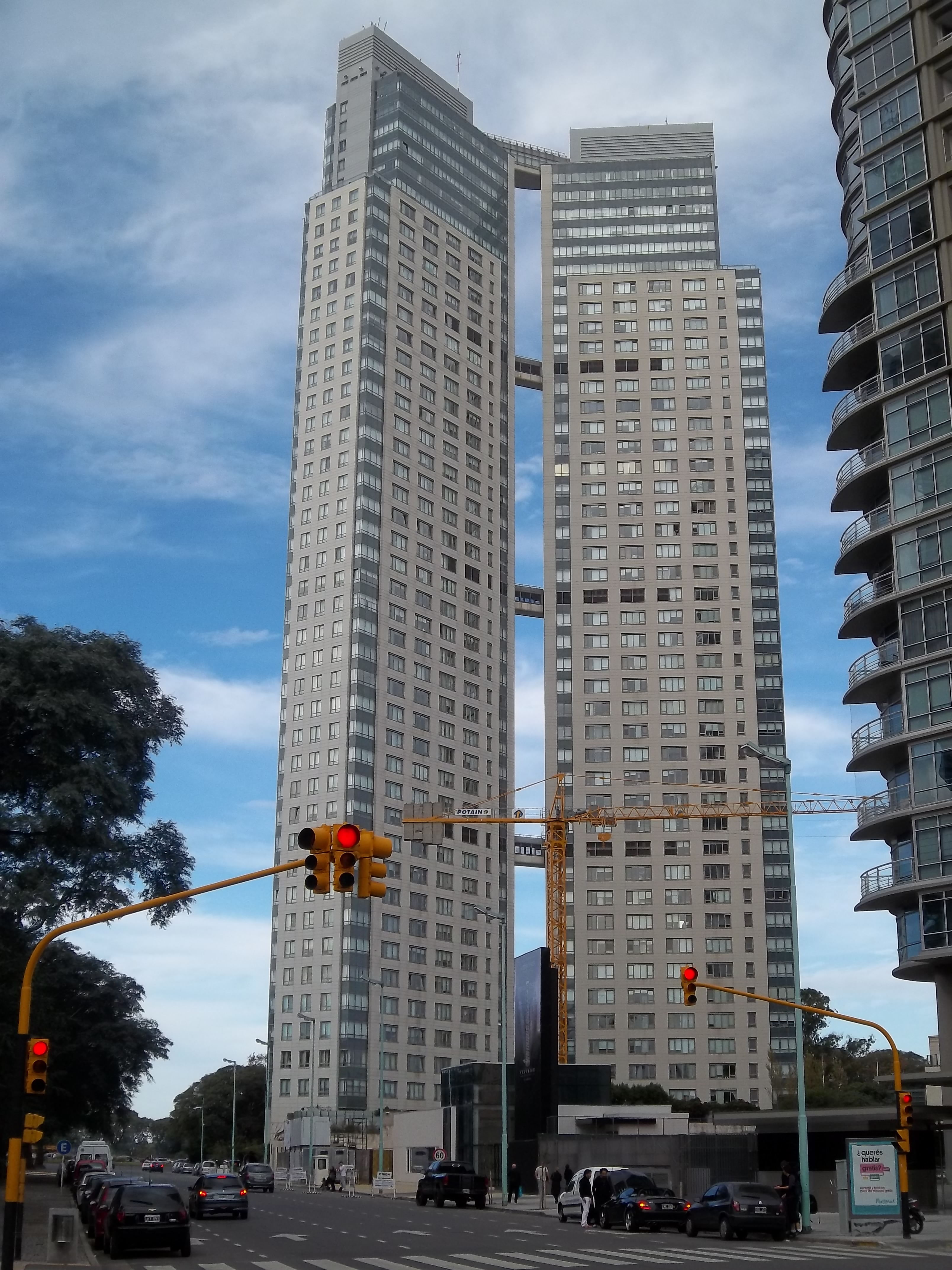
Illustration

Le complexe Torres El Faro (en français Tours le Phare) est constitué de deux tours résidentielles de 46 étages et 170 mètres de hauteur (Torre El Faro I et Torre El Faro II). Elles sont situées au coin de la rue Azucena Villaflor et de l'avenida Costanera Sur, dans le quartier de Puerto Madero, à Buenos Aires, en Argentine. 
Elles ont été achevées en 2003.